# 1781
Il 1781 (MDCCLXXXI in numeri romani) è un anno  del XVIII secolo.

## Eventi
- Fussli dipinge "L'incubo" in Germania.
- I Bantu Xhosa e i Khoi-Khoin, guidati dalla regina Hoho, si ribellano al furto del loro bestiame e delle loro terre. In risposta, verranno trucidati dall'esercito boero alcuni anni dopo.
- L'imperatore Giuseppe II abolisce le discriminazioni legali nei confronti di Ebrei e Protestanti.
- Prima edizione della Critica della ragion pura di Immanuel Kant.
- Pubblicazione della versione finale del Catalogo di Messier.
- 29 gennaio – Prima rappresentazione dell'opera Idomeneo di Wolfgang Amadeus Mozart.
- 13 marzo – L'astronomo William Herschel scopre il pianeta Urano.
- 4 settembre - California: viene fondata da coloni spagnoli El Pueblo de Nuestra Señora la Reina de los Ángeles del Río de Porciúncula, la futura Los Angeles.

### Guerra di indipendenza americana
- 5 gennaio – Richmond, Virginia: La città viene incendiata dalle forze navali britanniche guidate da Benedict Arnold.
- 17 gennaio – Battaglia di Cowpens: Le truppe dell'esercito continentale del brigadier generale Daniel Morgan sconfiggono le forze britanniche del tenente colonnello Banastre Tarleton, nella Carolina del Sud.
- 1º marzo – Il Congresso Continentale degli Stati Uniti d'America approva gli Articoli della Confederazione.
- 6-19 ottobre – La decisiva battaglia di Yorktown termina con la resa delle truppe britanniche.

## Nati

### Gennaio
- 4 gennaio - John Hancock Hall, inventore statunitense († 1841)
- 6 gennaio - János Hám, vescovo cattolico ungherese († 1857)
- 10 gennaio - Carolina Bassi, contralto italiano († 1862)
- 15 gennaio - Juan Nepomuceno de Moncada, nobile e militare messicano († 1850)
- 17 gennaio - Robert Hare, chimico e inventore statunitense († 1858)
- 19 gennaio - Giorgio Bidone, ingegnere e matematico italiano († 1839)
- 19 gennaio - Christian von Steven, entomologo e botanico russo († 1863)
- 20 gennaio - Alessio I di Bentheim-Steinfurt, principe tedesco († 1866)
- 22 gennaio - François-Antoine Habeneck, violinista, direttore d'orchestra e compositore francese († 1849)
- 24 gennaio - Louis-Mathieu Molé, politico francese († 1855)
- 26 gennaio - Achim von Arnim, scrittore tedesco († 1831)
- 29 gennaio - Francisco José de Souza Suares de Andrea, generale e politico portoghese († 1858)
- 30 gennaio - Adelbert von Chamisso, poeta, scrittore e botanico francese († 1838)

### Febbraio
- 1º febbraio - Gustave Dugazon, compositore francese († 1829)
- 6 febbraio - George Dawe, pittore inglese († 1829)
- 6 febbraio - John Keane, I barone Keane, generale e nobile britannico († 1844)
- 8 febbraio - Guglielmina di Sagan, nobile tedesca († 1839)
- 9 febbraio - Johann Baptist Ritter von Spix, zoologo, biologo e esploratore tedesco († 1826)
- 11 febbraio - Philipp Bruch, farmacista e botanico tedesco († 1847)
- 14 febbraio - Valentín Gómez Farías, politico messicano († 1858)
- 15 febbraio - Giovanni Maria Visconte Proto, vescovo cattolico italiano († 1854)
- 17 febbraio - Gustavo d'Assia-Homburg, nobile tedesco († 1848)
- 17 febbraio - René Laennec, medico francese († 1826)
- 17 febbraio - Giuseppe Righini di San Giorgio, generale e nobile italiano († 1871)
- 25 febbraio - Matías de Irigoyen, politico argentino († 1839)
- 26 febbraio - José María Calatrava, politico e giurista spagnolo († 1846)
- 27 febbraio - Michel-Nicolas Balisson de Rougemont, romanziere, drammaturgo e librettista francese († 1840)
- 27 febbraio - Giovanni Foscolo, militare italiano († 1801)

### Marzo
- 1º marzo - Friedrich Rühs, storico tedesco († 1820)
- 4 marzo - Rebecca Gratz, educatrice statunitense († 1869)
- 4 marzo - George Ord, ornitologo statunitense († 1866)
- 4 marzo - Johann Rudolf Wyss, scrittore e pastore protestante svizzero († 1830)
- 6 marzo - Franz Gesterding, storico tedesco († 1841)
- 12 marzo - Federica di Baden, regina († 1826)
- 13 marzo - Karl Friedrich Schinkel, architetto e pittore tedesco († 1841)
- 13 marzo - Joseph Johann von Littrow, astronomo austriaco († 1840)
- 18 marzo - Louis Athanase Chaubard, botanico e naturalista francese († 1854)
- 20 marzo - Joseph Paelinck, pittore belga († 1839)
- 22 marzo - Adolphe Marbot, generale francese († 1844)

### Aprile
- 1º aprile - Robert Lucas, politico statunitense († 1853)
- 3 aprile - Louisa Montagu, contessa di Sandwich, nobildonna irlandese († 1862)
- 6 aprile - Daniel Parker, predicatore e politico statunitense († 1844)
- 8 aprile - Giuseppe Antonio Borgnis, ingegnere e architetto italiano († 1863)
- 15 aprile - Jem Belcher, pugile inglese († 1811)
- 17 aprile - Rodolfo Lamprecht, medico croato († 1860)
- 21 aprile - Albin Roussin, ammiraglio e senatore francese († 1854)
- 22 aprile - José de Madrazo, pittore spagnolo († 1859)
- 25 aprile - Ferdinando Carlo Giuseppe d'Austria-Este, generale austriaco († 1850)
- 30 aprile - George Washington Parke Custis, scrittore statunitense († 1857)

### Maggio
- 4 maggio - Karl Krause, filosofo tedesco († 1832)
- 4 maggio - Giuseppe Sercognani, patriota italiano († 1844)
- 8 maggio - Pedro de Sousa Holstein, politico e militare portoghese († 1850)
- 15 maggio - Jakob Gabriel Trog, farmacista, botanico e micologo svizzero († 1865)
- 16 maggio - Charles-Marie Bouton, pittore francese († 1853)
- 19 maggio - John Walker, farmacista e inventore inglese († 1859)
- 22 maggio - Newton Cannon, politico statunitense († 1841)
- 25 maggio - Dionigi Andrea Pasio, vescovo cattolico italiano († 1854)

### Giugno
- 1º giugno - Francinaina Cirer Carbonell, religiosa spagnola († 1855)
- 5 giugno - Christian Lobeck, filologo classico tedesco († 1860)
- 6 giugno - Karl Hartwig Gregor von Meusebach, avvocato e storico della letteratura tedesco († 1847)
- 7 giugno - Emmanuel Van der Linden d'Hooghvorst, generale e politico belga († 1866)
- 9 giugno - Karl Ludwig Kannegiesser, poeta e traduttore tedesco († 1861)
- 9 giugno - George Stephenson, ingegnere britannico († 1848)
- 10 giugno - Giovanni Battista Polledro, violinista e compositore italiano († 1853)
- 14 giugno - Ivan Osipovič de Witt, generale, agente segreto e nobile russo († 1840)
- 17 giugno - Francisco Espoz y Mina, generale spagnolo († 1836)
- 21 giugno - Siméon-Denis Poisson, matematico, fisico e astronomo francese († 1840)
- 22 giugno - Giovanni Giuseppe Canali, patriarca cattolico e arcivescovo cattolico italiano († 1851)
- 29 giugno - Alessandro d'Angennes, arcivescovo cattolico e politico italiano († 1869)

### Luglio
- 4 luglio - Alexander von Benckendorff, generale russo († 1844)
- 5 luglio - George Bruce, inventore e imprenditore scozzese († 1866)
- 6 luglio - Giuseppe Amorelli, vescovo cattolico italiano († 1840)
- 6 luglio - Giovanni Boccaccio, carabiniere italiano († 1815)
- 6 luglio - Thomas Stamford Raffles, politico e militare britannico († 1826)
- 8 luglio - Tom Cribb, pugile inglese († 1848)
- 9 luglio - Cirilo de Alameda y Brea, cardinale e arcivescovo cattolico spagnolo († 1872)
- 9 luglio - Goffredo Casalis, abate e storico italiano († 1856)
- 9 luglio - Nikita Grigor'evič Volkonskij, nobile e militare russo († 1844)
- 11 luglio - Bartolomeo Borghesi, numismatico e epigrafista italiano († 1860)
- 17 luglio - Luiz Joaquim dos Santos Marrocos, archivista portoghese († 1838)
- 22 luglio - Vincenzo Massi, arcivescovo cattolico italiano († 1841)
- 23 luglio - William John Burchell, esploratore e naturalista britannico († 1863)
- 25 luglio - Merry-Joseph Blondel, pittore francese († 1853)
- 27 luglio - Mauro Giuliani, chitarrista, compositore e violoncellista italiano († 1829)
- 27 luglio - Isabella Roncioni, nobile italiana († 1849)
- 30 luglio - Giuseppe Crispi, vescovo cattolico e filologo italiano († 1859)

### Agosto
- 3 agosto - Friedrich Weber, medico, botanico e entomologo tedesco († 1823)
- 6 agosto - Emilio Roberti di Castelvero, generale italiano († 1837)
- 9 agosto - John William Ward, politico britannico († 1833)
- 12 agosto - Robert Mills, architetto statunitense († 1855)
- 13 agosto - Friedrich Hensel, militare austriaco († 1809)
- 15 agosto - Carlo Brioschi, astronomo e geodeta italiano († 1833)
- 16 agosto - Andrés Latorre, militare uruguaiano († 1860)
- 18 agosto - Joaquín Suárez, politico uruguaiano († 1868)
- 23 agosto - John MacPherson Berrien, politico statunitense († 1856)
- 23 agosto - Friedrich Tiedemann, anatomista e fisiologo tedesco († 1861)
- 31 agosto - John Ponsonby, IV conte di Bessborough, nobile e politico inglese († 1847)

### Settembre
- 3 settembre - Théophile Voirol, generale svizzero († 1853)
- 3 settembre - Eugenio di Beauharnais, generale francese († 1824)
- 5 settembre - Anton Diabelli, compositore, pianista e editore musicale austriaco († 1858)
- 6 settembre - Georges Klein de Kleinenberg, generale francese († 1856)
- 6 settembre - Vincent Novello, editore e musicista britannico († 1861)
- 8 settembre - Ferdinand Maria von Chotek, arcivescovo cattolico austriaco († 1836)
- 19 settembre - Ludwig Gottfried Blanc, filologo tedesco († 1866)
- 19 settembre - Giovanni Battista Monti, avvocato, politico e notaio svizzero († 1859)
- 20 settembre - Cataldo Jannelli, presbitero, filosofo e archeologo italiano († 1848)
- 23 settembre - Charles Bagot, politico e diplomatico britannico († 1843)
- 23 settembre - Niccola Monti, pittore italiano († 1864)
- 23 settembre - Giuliana di Sassonia-Coburgo-Gotha, principessa († 1860)
- 24 settembre - Pompeo Litta Biumi, storico, militare e politico italiano († 1852)
- 26 settembre - Carl Fredrik af Wingård, arcivescovo luterano e politico svedese († 1851)
- 27 settembre - Guglielmo I di Württemberg, re († 1864)
- 27 settembre - Cosimo Del Fante, ufficiale italiano († 1812)
- 29 settembre - Hercules Pakenham, generale irlandese († 1850)

### Ottobre
- 1º ottobre - Friedrich Siegmund Voigt, zoologo e botanico tedesco († 1850)
- 2 ottobre - William Wyatt Bibb, politico statunitense († 1820)
- 2 ottobre - Charles Noel, I conte di Gainsborough, nobile e politico inglese († 1866)
- 5 ottobre - Bernard Bolzano, matematico e filosofo boemo († 1848)
- 10 ottobre - John Abercrombie, medico scozzese († 1844)
- 13 ottobre - Lazar Ferdinand von Brunetti, diplomatico e nobile italiano († 1847)
- 17 ottobre - Johann Friedrich Meckel, anatomista tedesco († 1833)
- 22 ottobre - Luigi Giuseppe di Borbone-Francia, nobile francese († 1789)
- 23 ottobre - Marzia Provaglio, nobile italiana
- 25 ottobre - Friedrich von Berchtold, botanico ceco († 1876)
- 29 ottobre - Thomas Stewart Traill, naturalista e medico britannico († 1862)

### Novembre
- 1º novembre - Joseph Karl Stieler, pittore tedesco († 1858)
- 3 novembre - William Butterworth Bayley, diplomatico e politico britannico († 1860)
- 6 novembre - Giovanni Plana, matematico, astronomo e geodeta italiano († 1864)
- 9 novembre - Claude-Philibert Barthelot de Rambuteau, funzionario francese († 1869)
- 11 novembre - Ferdinando Albertolli, architetto italiano († 1844)
- 18 novembre - Felice Blangini, compositore italiano († 1841)
- 20 novembre - Bartolomeo Pinelli, incisore, pittore e ceramista italiano († 1835)
- 25 novembre - Giulio Cesare Rospigliosi, VI principe Rospigliosi, nobile italiano († 1859)
- 28 novembre - Kikuchi Yōsai, pittore giapponese († 1878)
- 28 novembre - Pietro Ronzoni, pittore italiano († 1862)
- 29 novembre - Andrés Bello, poeta, filosofo e educatore venezuelano († 1865)

### Dicembre
- 1º dicembre - Charles Philippe Lafont, violinista e compositore francese († 1839)
- 1º dicembre - William Parker, I baronetto di Shenstone, ammiraglio britannico († 1866)
- 3 dicembre - Francesco Saverio Luschin, arcivescovo cattolico sloveno († 1854)
- 4 dicembre - Philipp von Neumann, diplomatico e nobile austriaco († 1851)
- 5 dicembre - Ferdinand Kinsky von Wchinitz und Tettau, principe († 1812)
- 7 dicembre - Philip Henry Stanhope, IV conte di Stanhope, nobile e politico inglese († 1855)
- 11 dicembre - David Brewster, fisico e inventore scozzese († 1868)
- 14 dicembre - Michele Benso di Cavour, nobile, politico e militare italiano († 1850)
- 22 dicembre - Vladimir Petrovič Mezencev, ufficiale russo († 1833)
- 22 dicembre - Thomas de Grey, II conte de Grey, politico e militare britannico († 1859)
- 25 dicembre - Lady Morgan, scrittrice irlandese († 1859)
- 26 dicembre - Hyacinthe de Bougainville, navigatore francese († 1846)
- 26 dicembre - Étienne-Hippolyte Godde, architetto francese († 1869)
- 29 dicembre - Silvestro Belli, cardinale e vescovo cattolico italiano († 1844)
- 30 dicembre - Enrico di Prussia, principe e militare prussiano († 1846)

### Senza giorno specificato
- Uvaysiy, poetessa uzbeka († 1845)
- Muhammed Bello, sultano nigeriano († 1837)
- Émilie de Beauharnais, nobildonna francese († 1855)
- Pasquale Benini, imprenditore italiano († 1856)
- Giuseppe Bombardini, poeta italiano († 1867)
- Giuseppe Bovara, architetto italiano († 1873)
- Angelo Canova, attore teatrale italiano († 1854)
- Alexandre Henri Gabriel de Cassini, botanico e naturalista francese († 1832)
- Samuel Clegg, ingegnere britannico († 1861)
- Louis Companyo, botanico francese († 1871)
- Francesco Crociani, collezionista d'arte e religioso italiano († 1861)
- Peter Custis, naturalista statunitense († 1842)
- Étienne-Jean Delécluze, pittore e scrittore francese († 1863)
- Louis Duport, ballerino e coreografo francese († 1854)
- John Leslie Foster, politico irlandese († 1842)
- Henry Grew, insegnante e scrittore inglese († 1862)
- Joseph von Hormayr, politico austriaco († 1848)
- Étienne Jourdan, drammaturgo e incisore francese († 1847)
- James Macdonell, generale britannico († 1857)
- Quirina Mocenni Magiotti, nobildonna italiana († 1847)
- Giuseppe Moncalvo, attore teatrale italiano († 1859)
- Manuel Moreno, politico argentino († 1857)
- Andrés Narvarte, politico venezuelano († 1853)
- Adèle d'Osmond, nobile francese († 1866)
- Pietro Pernigotti, politico italiano († 1855)
- Shabkar Tsokdruk Rangdrol, poeta tibetano († 1851)
- Friedrich Ludwig Georg von Raumer, storico, giurista e politico tedesco († 1873)
- Nicolas Rieussec, orologiaio francese († 1866)
- Carlo Roti, scrittore e attore teatrale italiano
- Eleonora Curlo Ruffini, patriota italiana († 1856)
- Giuseppe Russo, brigante italiano († 1811)
- Roberto Saluzzo di Monesiglio, militare e nobiluomo italiano († 1856)
- Giuseppe Sobrero, politico italiano († 1873)
- Edward Sugden, I barone St Leonards, giurista e politico britannico († 1875)
- Corrado Tamburino Merlini, presbitero, storico e archeologo italiano († 1850)
- Sultan I bin Saqr al-Qasimi, sovrano emiratino († 1866)
- Gleb Semënovič Šišmarëv, navigatore e esploratore russo († 1835)

## Morti

### Gennaio
- 1º gennaio - Giovanni Lodovico Bianconi, medico e antiquario italiano (n. 1717)
- 7 gennaio - Ercole Gian Antonio Turinetti di Priero, nobile italiano (n. 1717)
- 12 gennaio - Richard Challoner, vescovo cattolico, scrittore e insegnante inglese (n. 1691)
- 13 gennaio - Margaret Rolle, nobildonna inglese (n. 1709)
- 15 gennaio - Marianna Vittoria di Borbone-Spagna, spagnola (n. 1718)
- 24 gennaio - Pierre-Jules-César de Rochechouard-Montigny, vescovo cattolico francese (n. 1698)
- 26 gennaio - Antonio Vendettini, storico italiano (n. 1704)

### Febbraio
- 4 febbraio - Josef Mysliveček, compositore ceco (n. 1737)
- 7 febbraio - Anna Maria Schwegelin, francese (n. 1729)
- 12 febbraio - John Hope, II conte di Hopetoun, nobile scozzese (n. 1704)
- 15 febbraio - Gotthold Ephraim Lessing, scrittore, filosofo e drammaturgo tedesco (n. 1729)
- 22 febbraio - Giovanni Maria Morlaiter, scultore italiano (n. 1699)

### Marzo
- 1º marzo - Jean-Baptiste de La Curne de Sainte-Palaye, letterato francese (n. 1697)
- 10 marzo - Ottaviano Guasco, scrittore e traduttore italiano (n. 1712)
- 14 marzo - Francesco Caccianiga, pittore e incisore italiano (n. 1700)
- 16 marzo - Gaspard de Clermont-Tonnerre, nobile e militare francese (n. 1688)
- 18 marzo - Anne Robert Jacques Turgot, economista e filosofo francese (n. 1727)
- 23 marzo - Johann Anton Güldenstädt, naturalista e esploratore lettone (n. 1745)
- 25 marzo - Francesco Gaetano Incontri, arcivescovo cattolico italiano (n. 1704)
- 27 marzo - Paolo Calvi, storico italiano (n. 1716)
- 29 marzo - Samuel Anton Bach, organista tedesco (n. 1713)

### Aprile
- 4 aprile - Henry Thrale, imprenditore e politico inglese (n. 1724)
- 11 aprile - Vincenzo Miceli, teologo e presbitero italiano (n. 1734)
- 12 aprile - Francesco Antonio La Fornara, cantante italiano (n. 1706)
- 19 aprile - Elizabeth Raffald, scrittrice inglese
- 23 aprile - James Abercrombie, generale britannico (n. 1706)
- 29 aprile - Paolo Saverio di Zinno, scultore italiano (n. 1718)

### Maggio
- 11 maggio - Ignazio da Laconi, religioso e santo italiano (n. 1701)
- 11 maggio - Abel-François Poisson de Vandières, francese (n. 1727)
- 14 maggio - Giovan Battista Campidori, architetto italiano (n. 1726)
- 14 maggio - Abram Petrovič Gannibal, generale russo (n. 1696)
- 14 maggio - Franz Schütz, pittore e incisore tedesco (n. 1751)
- 16 maggio - Jacopo Puccini, compositore e organista italiano (n. 1712)
- 17 maggio - William Aislabie, politico inglese (n. 1699)
- 18 maggio - Micaela Bastidas, rivoluzionaria peruviana (n. 1744)
- 18 maggio - Túpac Amaru II, rivoluzionario peruviano (n. 1738)
- 18 maggio - Tomasa Tito Condemayta, rivoluzionaria peruviana (n. 1729)
- 22 maggio - Garret Wesley, I conte di Mornington, politico e compositore irlandese (n. 1735)
- 27 maggio - Giovanni Battista Beccaria, fisico, matematico e monaco cristiano italiano (n. 1716)

### Giugno
- 5 giugno - Noël Hallé, pittore e incisore francese (n. 1711)
- 5 giugno - Giovanni Ottavio Manciforte Sperelli, cardinale italiano (n. 1730)
- 6 giugno - Joan Derk van der Capellen tot den Pol, politico olandese (n. 1741)
- 16 giugno - Ekaterina Nikolaevna Orlova, nobildonna russa (n. 1758)

### Luglio
- 17 luglio - Pietro Beccadelli di Bologna, diplomatico e politico italiano (n. 1697)
- 18 luglio - Fernando Rivera y Moncada, militare e esploratore spagnolo (n. 1725)
- 24 luglio - Étienne Aubry, pittore francese (n. 1745)
- 24 luglio - Ubaldo Gandolfi, pittore italiano (n. 1728)
- 31 luglio - Federico Carlo Augusto di Lippe-Biesterfeld, conte tedesco (n. 1706)

### Agosto
- 2 agosto - Augusto Guglielmo di Brunswick-Bevern, generale prussiano (n. 1715)
- 14 agosto - Eleonora Maria Teresa di Savoia, nobile italiana (n. 1728)
- 18 agosto - Francesco Giuseppe I del Liechtenstein, principe austriaco (n. 1726)
- 18 agosto - Giuseppe Torelli, matematico e letterato italiano (n. 1721)
- 24 agosto - Wolter Jan Gerrit Bentinck, ammiraglio olandese (n. 1745)
- 26 agosto - Sébastien François Bigot de Morogues, militare francese (n. 1706)

### Settembre
- 5 settembre - Angiolo Tavanti, giurista e politico italiano (n. 1714)
- 12 settembre - Peter Scheemakers, scultore fiammingo (n. 1691)
- 18 settembre - Tobias Furneaux, militare, navigatore e esploratore britannico (n. 1735)
- 20 settembre - Bonaventura Sculco, vescovo cattolico italiano (n. 1708)
- 21 settembre - Lawrence Dundas, I baronetto, politico scozzese (n. 1710)
- 29 settembre - Guglielmo Enrico di Nassau-Zuylestein, IV conte di Rochford, diplomatico inglese (n. 1717)
- 30 settembre - Jean-Baptiste Le Prince, pittore e incisore francese (n. 1734)

### Ottobre
- 5 ottobre - Sofia Carlotta di Anhalt-Bernburg-Schaumburg-Hoym, nobile (n. 1743)
- 7 ottobre - Domenico Cavallari, giurista e presbitero italiano (n. 1724)
- 16 ottobre - Edward Hawke, I barone Hawke, ammiraglio britannico (n. 1705)
- 16 ottobre - Juan Portugal de la Puebla, patriarca cattolico spagnolo (n. 1703)
- 21 ottobre - Vere Beauclerk, I Barone Vere, politico e ammiraglio inglese (n. 1699)
- 22 ottobre - Gaspar Oswald, religioso e architetto ungherese (n. 1729)
- 29 ottobre - Pietro Turchi, scultore e intagliatore italiano (n. 1711)
- 29 ottobre - Giuseppe del Moro, pittore italiano

### Novembre
- 2 novembre - Antonio Cantoni, arcivescovo cattolico italiano (n. 1709)
- 2 novembre - José Francisco de Isla, teologo e scrittore spagnolo (n. 1703)
- 3 novembre - Jakob Emanuel Handmann, pittore svizzero (n. 1718)
- 4 novembre - Faustina Bordoni, contralto italiano (n. 1697)
- 4 novembre - Johann Nikolaus Götz, poeta tedesco (n. 1721)
- 5 novembre - John Parke Custis, statunitense (n. 1754)
- 15 novembre - Túpac Catari, rivoluzionario (n. 1750)
- 17 novembre - Bernard-Joseph Saurin, drammaturgo, scrittore e poeta francese (n. 1706)
- 21 novembre - Jean-Frédéric Phélypeaux de Maurepas, politico francese (n. 1701)
- 22 novembre - Thomas Pichon, agente segreto e scrittore francese (n. 1700)
- 30 novembre - Théodore Tronchin, medico svizzero (n. 1709)

### Dicembre
- 2 dicembre - Zenón de Somodevilla y Bengoechea, politico spagnolo (n. 1702)
- 3 dicembre - Marino Francesco I Caracciolo, VII principe di Avellino, principe italiano (n. 1714)
- 9 dicembre - Thomas Fairfax, VI lord Fairfax di Cameron, militare britannico (n. 1693)
- 10 dicembre - Francisco Javier Delgado Venegas, cardinale e patriarca cattolico spagnolo (n. 1714)
- 12 dicembre - Christophe de Beaumont, arcivescovo cattolico francese (n. 1703)
- 14 dicembre - Johann Friedrich Adolf von der Marwitz, generale prussiano (n. 1723)
- 14 dicembre - Joseph François Parrocel, pittore e incisore francese (n. 1704)
- 23 dicembre - Claude Drevet, incisore francese (n. 1697)
- 24 dicembre - Pietro Godenti, viaggiatore e insegnante italiano (n. 1700)
- 30 dicembre - John Turberville Needham, biologo e presbitero inglese (n. 1713)

### Senza giorno specificato
- Antonio Aurisicchio, compositore italiano (n. 1710)
- Joseph de Bauffremont, ammiraglio francese (n. 1714)
- Antonio Besozzi, compositore e oboista italiano (n. 1714)
- Giovanni Bettoli, architetto italiano (n. 1714)
- George Bogle, avventuriero e diplomatico scozzese (n. 1746)
- Bunsan, sovrano laotiano
- Pietro Camporese, architetto italiano (n. 1726)
- Francesco Carrega, pittore italiano (n. 1706)
- Emanuele Duni, giurista e filosofo italiano (n. 1714)
- Johannes Ewald, drammaturgo danese (n. 1743)
- Domenico Gallo, compositore e violinista italiano (n. 1723)
- Guillaume Le Blond, matematico francese (n. 1704)
- Giuseppe Maria Mazzuoli, scultore e restauratore italiano (n. 1727)
- Maẓhar, poeta e religioso indiano (n. 1699)
- Giovan Battista Perasso, patriota italiano (n. 1735)
- Tommaso Poggini, presbitero e scrittore italiano (n. 1709)
- Domenico Sartori, scultore italiano (n. 1709)
- Gregorio Sciroli, compositore italiano (n. 1722)
- Stefano Storace, contrabbassista e compositore italiano (n. 1725)
- Robert Strawbridge, religioso irlandese (n. 1732)
- Giovanni Maria Veraci, ingegnere e cartografo italiano
- Friedrich von Wurmb, naturalista tedesco (n. 1742)

## Calendario
| Calendario 1781 | Calendario 1781 | Calendario 1781 | Calendario 1781 | Calendario 1781 | Calendario 1781 | Calendario 1781 | Calendario 1781 | Calendario 1781 | Calendario 1781 | Calendario 1781 | Calendario 1781 | Calendario 1781 | Calendario 1781 | Calendario 1781 | Calendario 1781 | Calendario 1781 | Calendario 1781 | Calendario 1781 | Calendario 1781 | Calendario 1781 | Calendario 1781 | Calendario 1781 | Calendario 1781 | Calendario 1781 | Calendario 1781 | Calendario 1781 | Calendario 1781 | Calendario 1781 | Calendario 1781 | Calendario 1781 | Calendario 1781 | Calendario 1781 |
| --------------- | --------------- | --------------- | --------------- | --------------- | --------------- | --------------- | --------------- | --------------- | --------------- | --------------- | --------------- | --------------- | --------------- | --------------- | --------------- | --------------- | --------------- | --------------- | --------------- | --------------- | --------------- | --------------- | --------------- | --------------- | --------------- | --------------- | --------------- | --------------- | --------------- | --------------- | --------------- | --------------- |
|                 | 1               | 2               | 3               | 4               | 5               | 6               | 7               | 8               | 9               | 10              | 11              | 12              | 13              | 14              | 15              | 16              | 17              | 18              | 19              | 20              | 21              | 22              | 23              | 24              | 25              | 26              | 27              | 28              | 29              | 30              | 31              |                 |
| Gennaio         | Lu              | Ma              | Me              | Gi              | Ve              | Sa              | Do              | Lu              | Ma              | Me              | Gi              | Ve              | Sa              | Do              | Lu              | Ma              | Me              | Gi              | Ve              | Sa              | Do              | Lu              | Ma              | Me              | Gi              | Ve              | Sa              | Do              | Lu              | Ma              | Me              |                 |
| Febbraio        | Gi              | Ve              | Sa              | Do              | Lu              | Ma              | Me              | Gi              | Ve              | Sa              | Do              | Lu              | Ma              | Me              | Gi              | Ve              | Sa              | Do              | Lu              | Ma              | Me              | Gi              | Ve              | Sa              | Do              | Lu              | Ma              | Me              |                 |                 |                 |                 |
| Marzo           | Gi              | Ve              | Sa              | Do              | Lu              | Ma              | Me              | Gi              | Ve              | Sa              | Do              | Lu              | Ma              | Me              | Gi              | Ve              | Sa              | Do              | Lu              | Ma              | Me              | Gi              | Ve              | Sa              | Do              | Lu              | Ma              | Me              | Gi              | Ve              | Sa              |                 |
| Aprile          | Do              | Lu              | Ma              | Me              | Gi              | Ve              | Sa              | Do              | Lu              | Ma              | Me              | Gi              | Ve              | Sa              | Do              | Lu              | Ma              | Me              | Gi              | Ve              | Sa              | Do              | Lu              | Ma              | Me              | Gi              | Ve              | Sa              | Do              | Lu              |                 |                 |
| Maggio          | Ma              | Me              | Gi              | Ve              | Sa              | Do              | Lu              | Ma              | Me              | Gi              | Ve              | Sa              | Do              | Lu              | Ma              | Me              | Gi              | Ve              | Sa              | Do              | Lu              | Ma              | Me              | Gi              | Ve              | Sa              | Do              | Lu              | Ma              | Me              | Gi              |                 |
| Giugno          | Ve              | Sa              | Do              | Lu              | Ma              | Me              | Gi              | Ve              | Sa              | Do              | Lu              | Ma              | Me              | Gi              | Ve              | Sa              | Do              | Lu              | Ma              | Me              | Gi              | Ve              | Sa              | Do              | Lu              | Ma              | Me              | Gi              | Ve              | Sa              |                 |                 |
| Luglio          | Do              | Lu              | Ma              | Me              | Gi              | Ve              | Sa              | Do              | Lu              | Ma              | Me              | Gi              | Ve              | Sa              | Do              | Lu              | Ma              | Me              | Gi              | Ve              | Sa              | Do              | Lu              | Ma              | Me              | Gi              | Ve              | Sa              | Do              | Lu              | Ma              |                 |
| Agosto          | Me              | Gi              | Ve              | Sa              | Do              | Lu              | Ma              | Me              | Gi              | Ve              | Sa              | Do              | Lu              | Ma              | Me              | Gi              | Ve              | Sa              | Do              | Lu              | Ma              | Me              | Gi              | Ve              | Sa              | Do              | Lu              | Ma              | Me              | Gi              | Ve              |                 |
| Settembre       | Sa              | Do              | Lu              | Ma              | Me              | Gi              | Ve              | Sa              | Do              | Lu              | Ma              | Me              | Gi              | Ve              | Sa              | Do              | Lu              | Ma              | Me              | Gi              | Ve              | Sa              | Do              | Lu              | Ma              | Me              | Gi              | Ve              | Sa              | Do              |                 |                 |
| Ottobre         | Lu              | Ma              | Me              | Gi              | Ve              | Sa              | Do              | Lu              | Ma              | Me              | Gi              | Ve              | Sa              | Do              | Lu              | Ma              | Me              | Gi              | Ve              | Sa              | Do              | Lu              | Ma              | Me              | Gi              | Ve              | Sa              | Do              | Lu              | Ma              | Me              |                 |
| Novembre        | Gi              | Ve              | Sa              | Do              | Lu              | Ma              | Me              | Gi              | Ve              | Sa              | Do              | Lu              | Ma              | Me              | Gi              | Ve              | Sa              | Do              | Lu              | Ma              | Me              | Gi              | Ve              | Sa              | Do              | Lu              | Ma              | Me              | Gi              | Ve              |                 |                 |
| Dicembre        | Sa              | Do              | Lu              | Ma              | Me              | Gi              | Ve              | Sa              | Do              | Lu              | Ma              | Me              | Gi              | Ve              | Sa              | Do              | Lu              | Ma              | Me              | Gi              | Ve              | Sa              | Do              | Lu              | Ma              | Me              | Gi              | Ve              | Sa              | Do              | Lu              |                 |